# Czarnogóra na Letnich Igrzyskach Olimpijskich 2016
Czarnogórę na Letnich Igrzyskach Olimpijskich 2016 reprezentowało 34 zawodników, z czego 17 kobiet oraz 17 mężczyzn. Chorążym reprezentacji została piłkarka ręczna Bojana Popović. Nie udało się zdobyć żadnego medalu.
Był to trzeci udział reprezentacji Czarnogóry na letnich igrzyskach olimpijskich.

## Reprezentanci
| Dyscyplina    | Mężczyźni | Kobiety | Razem |
| ------------- | --------- | ------- | ----- |
| Judo          | 1         | 0       | 1     |
| Lekkoatletyka | 1         | 1       | 2     |
| Piłka ręczna  | 0         | 14      | 14    |
| Piłka wodna   | 13        | 0       | 13    |
| Pływanie      | 1         | 1       | 2     |
| Tenis ziemny  | 0         | 1       | 1     |
| Żeglarstwo    | 1         | 0       | 1     |

### Judo
| Zawodnik         | Konkurencja     | 1/32 finału | 1/16 finału        | 1/8 finału             | Ćwierćfinał            | Półfinał               | Finał                  |
| ---------------- | --------------- | ----------- | ------------------ | ---------------------- | ---------------------- | ---------------------- | ---------------------- |
| Srđan Mrvaljević | –81 kg mężczyzn | Wolny los   | Duminică P 000–002 | Nie zakwalifikował się | Nie zakwalifikował się | Nie zakwalifikował się | Nie zakwalifikował się |

### Lekkoatletyka
| Zawodnik          | Konkurencja           | Eliminacje | Eliminacje | Finał                  | Finał                  |
| Zawodnik          | Konkurencja           | Wynik      | Pozycja    | Wynik                  | Pozycja                |
| ----------------- | --------------------- | ---------- | ---------- | ---------------------- | ---------------------- |
| Danijel Furtula   | Rzut dyskiem mężczyzn | NM         | NM         | Nie zakwalifikował się | Nie zakwalifikował się |
|                   |                       |            |            |                        |                        |
| Slađana Perunović | Maraton kobiet        | –          | –          | DNF                    | DNF                    |

### Piłka ręczna
| Reprezentacja | Konkurencja    | Faza grupowa      | Faza grupowa   | Faza grupowa    | Faza grupowa     | Faza grupowa     | Faza grupowa | Ćwierćfinał             | Półfinał                | Finał                   |
| Reprezentacja | Konkurencja    | Przeciwnicy       | Przeciwnicy    | Przeciwnicy     | Przeciwnicy      | Przeciwnicy      | Pozycja      | Ćwierćfinał             | Półfinał                | Finał                   |
| ------------- | -------------- | ----------------- | -------------- | --------------- | ---------------- | ---------------- | ------------ | ----------------------- | ----------------------- | ----------------------- |
| Czarnogóra    | Turniej kobiet | Hiszpania P 19–25 | Angola P 25–27 | Rumunia P 21–25 | Norwegia P 19–28 | Brazylia P 23–29 | 6.           | Nie zakwalifikowali się | Nie zakwalifikowali się | Nie zakwalifikowali się |

| Numer   | Pozycja | Zawodnik            | Data urodzenia            | Wzrost               | Klub                 |
| ------- | ------- | ------------------- | ------------------------- | -------------------- | -------------------- |
| 1       | BR      | Marina Vukčević     | 24 sierpnia 1993(dts)     | 178 cm               | Metz Handball        |
| 2       | PS      | Radmila Petrović    | 19 kwietnia 1988(dts)     | 157 cm               | Budućnost Podgorica  |
| 4       | PS      | Jovanka Radičević   | 23 października 1986(dts) | 169 cm               | Wardar Skopje        |
| 9       | LR      | Đurđina Jauković    | 24 lutego 1997(dts)       | 185 cm               | Budućnost Podgorica  |
| 10      | ŚR      | Anđela Bulatović    | 15 stycznia 1987(dts)     | 175 cm               | Érdi VSE             |
| 15      | PR      | Andrea Klikovac     | 5 maja 1991(dts)          | 174 cm               | Wardar Skopje        |
| 17      | LR      | Bojana Popović      | 20 listopada 1979(dts)    | 185 cm               | Budućnost Podgorica  |
| 22      | BR      | Sonja Barjaktarović | 11 września 1986(dts)     | 180 cm               | Bursa Osmangaz       |
| 32      | PR      | Katarina Bulatović  | 15 listopada 1984(dts)    | 186 cm               | Budućnost Podgorica  |
| 66      | OB      | Ema Ramusović       | 28 listopada 1996(dts)    | 182 cm               | Budućnost Podgorica  |
| 77      | LS      | Majda Mehmedović    | 25 maja 1990(dts)         | 169 cm               | CSM Bukareszt        |
| 88      | LS      | Biljana Pavićević   | 12 maja 1988(dts)         | 170 cm               | Budućnost Podgorica  |
| 90      | LR      | Milena Raičević     | 12 marca 1990(dts)        | 178 cm               | Budućnost Podgorica  |
| 92      | OB      | Suzana Lazović      | 28 stycznia 1992(dts)     | 176 cm               | Budućnost Podgorica  |
| Trener: | Trener: | Dragan Adžić        | 13 grudnia 1969(dts)      | 13 grudnia 1969(dts) | 13 grudnia 1969(dts) |

### Piłka wodna
| Reprezentacja | Konkurencja      | Faza grupowa  | Faza grupowa    | Faza grupowa | Faza grupowa            | Faza grupowa    | Faza grupowa | Ćwierćfinał          | Półfinał         | Finał                        | Pozycja |
| Reprezentacja | Konkurencja      | Przeciwnicy   | Przeciwnicy     | Przeciwnicy  | Przeciwnicy             | Przeciwnicy     | Pozycja      | Ćwierćfinał          | Półfinał         | Finał                        | Pozycja |
| ------------- | ---------------- | ------------- | --------------- | ------------ | ----------------------- | --------------- | ------------ | -------------------- | ---------------- | ---------------------------- | ------- |
| Czarnogóra    | Turniej mężczyzn | Francja W 7–4 | Chorwacja P 7–8 | Włochy P 5–6 | Stany Zjednoczone W 8–5 | Hiszpania R 9–9 | 4. (Q)       | Węgry W 9–9 (k. 4–2) | Chorwacja P 8–12 | o 3. miejsce: Włochy P 10–12 | 4.      |

| Numer   | Pozycja | Zawodnik           | Data urodzenia        | Wzrost                | Klub                       |
| ------- | ------- | ------------------ | --------------------- | --------------------- | -------------------------- |
| 1       | BR      | Zdravko Radić      | 24 czerwca 1979(dts)  | 193 cm                | S.S. Lazio                 |
| 2       | OB      | Draško Brguljan    | 27 grudnia 1984(dts)  | 194 cm                | Orvosegyetem SC            |
| 3       | OB      | Vjekoslav Pasković | 23 marca 1985(dts)    | 180 cm                | Galatasaray Stambuł        |
| 4       | ŚN      | Antonio Petrović   | 24 września 1982(dts) | 193 cm                | Primorje Rijeka            |
| 5       | ŚO      | Darko Brguljan     | 5 listopada 1990(dts) | 180 cm                | Circolo Canottieri Napoli  |
| 6       | OB      | Aleksandar Radović | 24 lutego 1987(dts)   | 191 cm                | SG Waspo'98 Hannover       |
| 7       | OB      | Mlađan Janović     | 11 czerwca 1984(dts)  | 180 cm                | Galatasaray Stambuł        |
| 8       | OB      | Uroš Čučković      | 25 kwietnia 1990(dts) | 199 cm                | Egri VK                    |
| 9       | ŚO      | Aleksandar Ivović  | 24 lutego 1986(dts)   | 197 cm                | Pro Recco Waterpolo 1913   |
| 10      | ŚN      | Saša Mišić         | 24 sierpnia 1987(dts) | 198 cm                | Kinef Kiriszy              |
| 11      | ŚN      | Filip Klikovac     | 7 lutego 1989(dts)    | 190 cm                | KCircolo Nautico Posillipo |
| 12      | ŚO      | Predrag Jokić      | 3 lutego 1983(dts)    | 188 cm                | SG Waspo'98 Hannover       |
| 13      | BR      | Miloš Šćepanović   | 9 listopada 1982(dts) | 185 cm                | Galatasaray Stambuł        |
| Trener: | Trener: | Vladimir Gojković  | 29 stycznia 1981(dts) | 29 stycznia 1981(dts) | 29 stycznia 1981(dts)      |

### Pływanie
| Zawodnik      | Konkurencja                   | Eliminacje | Eliminacje | Półfinał                | Półfinał                | Finał                   | Finał                   |
| Zawodnik      | Konkurencja                   | Czas       | Pozycja    | Czas                    | Pozycja                 | Czas                    | Pozycja                 |
| ------------- | ----------------------------- | ---------- | ---------- | ----------------------- | ----------------------- | ----------------------- | ----------------------- |
| Maksim Inić   | 50 m stylem dowolnym mężczyzn | 23,88      | 51.        | Nie zakwalifikował się  | Nie zakwalifikował się  | Nie zakwalifikował się  | Nie zakwalifikował się  |
|               |                               |            |            |                         |                         |                         |                         |
| Jovana Terzić | 100 m stylem dowolnym kobiet  | 59,59      | 42.        | Nie zakwalifikowała się | Nie zakwalifikowała się | Nie zakwalifikowała się | Nie zakwalifikowała się |

### Tenis ziemny
| Zawodnik      | Konkurencja   | 1/32 finału | 1/16 finału             | 1/8 finału              | Ćwierćfinał             | Półfinał                | Finał                   |
| ------------- | ------------- | ----------- | ----------------------- | ----------------------- | ----------------------- | ----------------------- | ----------------------- |
| Danka Kovinić | Singel kobiet | Keys P 0–2  | Nie zakwalifikowała się | Nie zakwalifikowała się | Nie zakwalifikowała się | Nie zakwalifikowała się | Nie zakwalifikowała się |

### Żeglarstwo
| Zawodnik      | Konkurencja    | Wyścig | Wyścig | Wyścig | Wyścig | Wyścig | Wyścig | Wyścig | Wyścig | Wyścig | Wyścig | Wyścig | Punkty | Pozycja |
| Zawodnik      | Konkurencja    | 1      | 2      | 3      | 4      | 5      | 6      | 7      | 8      | 9      | 10     | M      | Punkty | Pozycja |
| ------------- | -------------- | ------ | ------ | ------ | ------ | ------ | ------ | ------ | ------ | ------ | ------ | ------ | ------ | ------- |
| Milivoj Dukić | Laser mężczyzn | 12     | 26     | 35     | 24     | 33     | 19     | 32     | 34     | 33     | 29     | –      | 232    | 29.     |